# شيموس كوفي
شيموس كوفي (بالإنجليزية: Seamus Coffey)‏ هو اقتصادي أيرلندي، ولد في عقد 1970 في مقاطعة ليمريك في جمهورية أيرلندا.